# ميني دلاميني
ميني دلاميني (بالإنجليزية: Minnie Dlamini)‏ هي مقدمة تلفزيونية وعارضة وممثلة جنوب أفريقية، ولدت في 7 يوليو 1990 في ديربان في جنوب أفريقيا.